# 911 Agamemnon
911 Agamemnon é um asteroide troiano de Júpiter. Foi descoberto em 19 de março de 1919 por Karl Wilhelm Reinmuth.
Este asteroide recebeu este nome em homenagem ao herói grego Agamemnon.